# باغ شاد
باغ شاد ، روستایی از توابع بخش مرکزی شهرستان استهبان واقع در استان فارس ایران است.

## جمعیت
این روستا در دهستان ایج قرار دارد و براساس سرشماری مرکز آمار ایران در سال 1395، جمعیت آن 444 نفر (140خانوار) بوده‌است.